# Anya Verkhovskaya
Anya Verkhovskaya, auch Anya Verkhovskaya-Cohen (geb. um 1969 in Moskau) ist eine russische Beraterin, Geschäftsführerin, Filmproduzentin und Menschenrechtsaktivistin. 

## Leben
Verhovskaya engagierte sich schon als Jugendliche im politischen Bereich. Mit 19 Jahren schließlich musste die Dissidentin und Kritikerin des kommunistischen Systems aus der Sowjetunion flüchten. Zwischen 1994 und 2001 arbeitete sie mit Filmproduzent Steven Spielberg zusammen und leitete dessen Arbeiten in Osteuropa und Zentralasien im Rahmen der „Shoah Foundation“ als Expertin für Öffentlichkeitsarbeit. Dadurch entstand ein öffentliches Netzwerk in mehr als 20 Ländern.
Ein Ergebnis von Verkhovskayas Arbeit ist die Aufzeichnung der Lebensgeschichte von mehr als 9000 Juden, Roma und Sinti und anderen Holocaustüberlebenden.

## Karriere

### Beraterin
Während ihrer Zusammenarbeit mit Spielberg entwickelte Verkhovskaya eine umfassende Methode, Holocaustüberlebende und deren Familien für die Stiftung „Erinnerung, Verantwortung und Zukunft“ ausfindig zu machen, welche sich mit Wiedergutmachungszahlungen für Holocaustopfer beschäftigt. Verkhovskaya war darüber hinaus auch als Beraterin für die „International Commission on Holocaust Era Insurance Claims“ (ICHEIC) im Bereich Öffentlichkeitsarbeit tätig und betreute die Umsetzung von Sammelklagen für Holocaustüberlebende in Osteuropa und der früheren Sowjetunion.
Zwischen 1999 und 2001 war sie als Beraterin für „A.B. Data, Ltd“ tätig, um in dieser Funktion den „Holocaust Victim Assets Litigation Fund“ zu unterstützen, eine 1,25 Milliarden US-Dollar schwere Anlage, die Sammelklagen von Holocaustopfern unterstützen soll. Ihre Bemühungen lohnten sich. In den nächsten Jahren wurden mehr als 2 Millionen Menschen aus 109 Ländern ausfindig gemacht.

### Beruf
In 2001 kam Verkhovskaya zu A.B. Data, Ltd und ist nun Chief Operating Officer und senior executive vice president ihres eigenen Unternehmens, welches sich auf das Betreuen von Sammelklagen in den USA und im Ausland spezialisiert hat. Hierbei ist ihr Unternehmen in den verschiedensten Bereichen tätig: Umweltschutz, Arbeitsrecht, Gesundheit, Strafrecht u. a. 
Verkhovskaya ist der einzige weibliche chief operating officer in ihrer Branche und war 2009 für die Stevie Awards for women in Business  und den American Business Award nominiert in den Bereichen Best Executive-Service Businesses und Best Executive of the Year.

### Filmproduktion

#### Die letzten Tage
Anna Verkhovskaya war die Aufnahmeleiterin bei Die letzten Tage, ein Dokumentarfilm, der 1999 den Oscar für den besten Dokumentarfilm erhielt. Außerdem wurde er bei den „American Cinema Editors Awards“ für den Eddie Award nominiert in der Kategorie des besten Schnitts bei einer Dokumentation.
Der Film erzählt die Geschichte von fünf ungarischen Juden während des Holocausts. Im Fokus stand der Horror des Lebens in Konzentrationslagern, aber auch der Drang zu überleben wird behandelt. Ausführender Produzent war Steven Spielberg.

#### Children from the Abyss
Verkhovskaya war Co-Produzent bei der Dokumentation „Children from the Abyss“, übersetzt: Kinder des Abgrunds. Der Film wurde mit dem „Christopher Award“  in der Kategorie „Television & Cable“ ausgezeichnet.
Die Dokumentation zeigt russische Holocaustüberlebende, die nicht nur ihre Erinnerungen schildern, sondern auch über Themen wie Widerstand, Beistand, Kollaboration, Verrat und das Verlangen nach Rache sprechen. 
„Children from the Abyss“ ist einer von fünf Teilen der Dokumentationsreihe „Broken Silence“, produziert von Steven Spielberg.

### Aktivismus
Anna Verkhovskaya war beim Beratungsausschuss für neue Emigranten in New York City. Sie ist Gründer und Mitglied des „Board of Directors of the Archive“. Außerdem hat sie einen Ehrensitz im „Institute of Russian Jewish American Diaspora“, einen Non-Profit-Organisation, gegründet um die Geschichte und die Erinnerungen der Jüdischen Immigranten aus der ehemaligen Sowjetunion zu erhalten.

### Familie
Verkhovskaya heiratete während sie in Bulgarien für die „Survivors of the Shoa Visual History Foundation“ arbeitete. 1999 brachte sie ihren Sohn zur Welt.

## Anerkennung
- 2009: Stevie Awards – Finalistin in der Kategorie „Women in Business“
- 2009: Stevie Awards – Finalistin in der Kategorie „Best Executive of the Year“

| Personendaten    | Personendaten                                                                        |
| ---------------- | ------------------------------------------------------------------------------------ |
| NAME             | Verkhovskaya, Anya                                                                   |
| ALTERNATIVNAMEN  | Verkhovskaya-Cohen, Anya                                                             |
| KURZBESCHREIBUNG | russische Beraterin, Geschäftsführerin, Filmproduzentin und Menschenrechtsaktivistin |
| GEBURTSDATUM     | um 1969                                                                              |
| GEBURTSORT       | Moskau                                                                               |